# Paul Spiegel

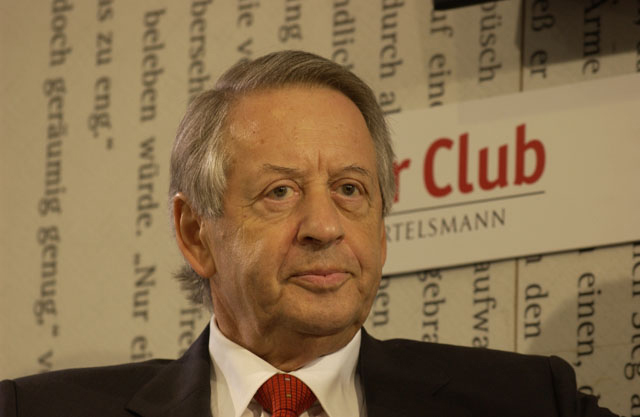
Paul Spiegel (2003)

Paul Spiegel (geboren am 31. Dezember 1937 in Warendorf, Münsterland; gestorben am 30. April 2006 in Düsseldorf) war ein deutscher Journalist und Unternehmer. Von 2000 bis zu seinem Tod 2006 war er Präsident des Zentralrats der Juden in Deutschland. Sein jüdischer Name war „Jitzhak Ben Chaim“ („Issak, Sohn des Chaim“).

## Leben

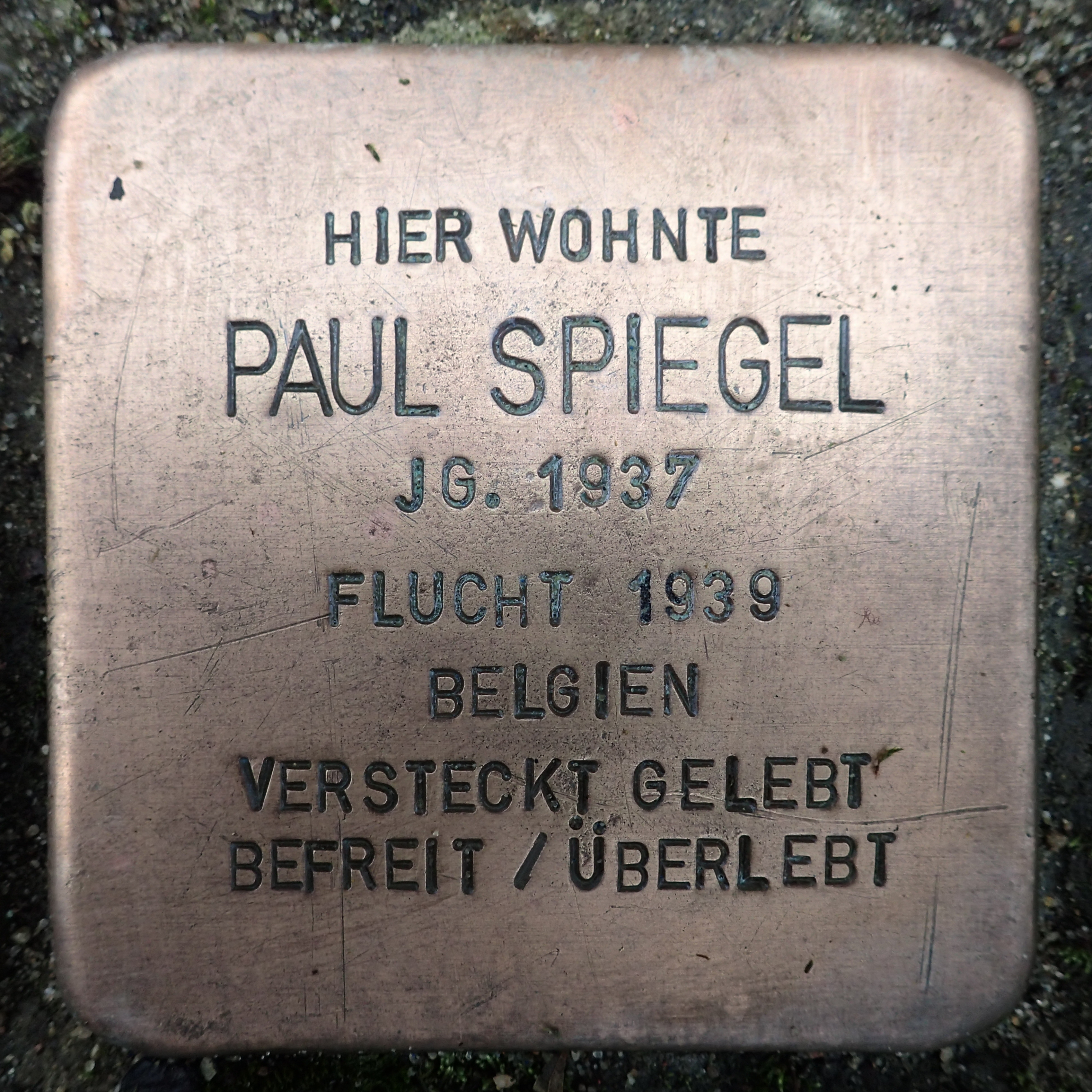
Stolperstein für Paul Spiegel in Warendorf

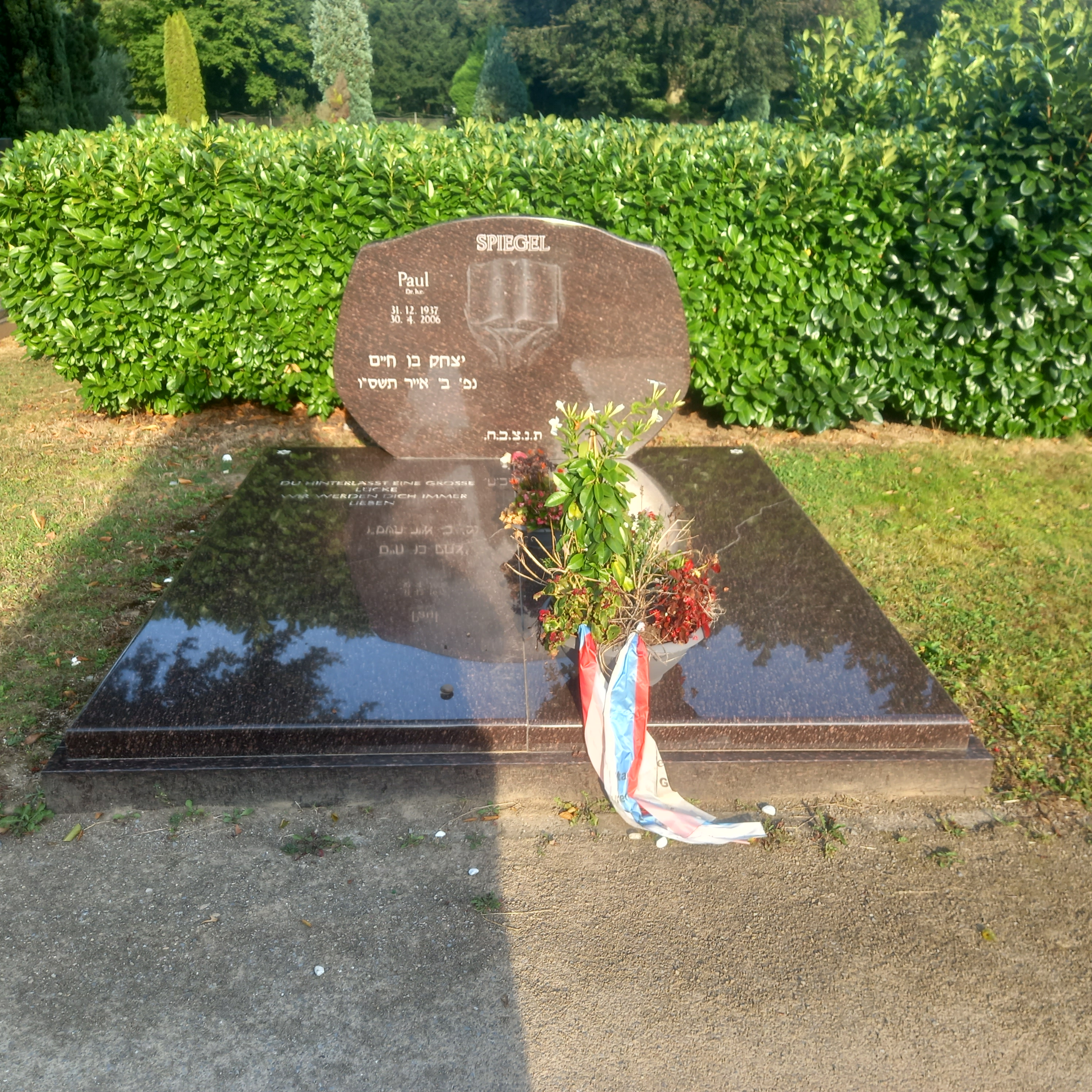
Das Grab von Paul Spiegel auf dem jüdischen Teil des Nordfriedhofs in Düsseldorf

Paul Spiegel stammt aus einer ursprünglich in Versmold in Westfalen beheimateten Familie von Viehhändlern. Nach der NS-„Machtergreifung“ zog die Familie von Hugo Spiegel zunächst in das benachbarte Warendorf um. Nach der Reichspogromnacht 1938 ging die Familie nach Brüssel. Sie überlebte die Schoah in Flandern, wo er von einer frommen katholischen Bauernfamilie mit Hilfe des Pfarrvikars versteckt wurde. Zuvor war seine Schwester während einer Razzia in Brüssel verhaftet worden; sie kam in einem Konzentrationslager ums Leben. Sein Vater Hugo Spiegel überlebte die Konzentrationslager Buchenwald, Auschwitz und Dachau. 1945 kehrte die Familie als erste jüdische Familie nach Warendorf zurück. Der Vater baute die Synagogengemeinde wieder auf. Paul Spiegel besuchte das Gymnasium Laurentianum und beendete seine Schulausbildung. Er schildert diese Geschehnisse in seinem Buch Wieder zu Hause?.
Im Jahr 1958 begann er ein Volontariat bei der Allgemeinen Jüdischen Wochenzeitung in Düsseldorf. Bei dieser Zeitung war er bis 1965 auch als Redakteur tätig. In den 1960er-Jahren arbeitete er außerdem für verschiedene andere Zeitungen, wie die Montrealer Nachrichten, Nieuw Israelietisch Weekblad (Amsterdam), Neue Welt (Wien), Jüdische Rundschau Maccabi (Basel), Der Mittag (Düsseldorf), Neue Rhein Zeitung (Düsseldorf), Westfälische Rundschau (Dortmund). In den Jahren 1973 und 1974 war er Chefredakteur der Zeitschrift Mode und Wohnen. Danach leitete er zwölf Jahre lang die Öffentlichkeitsarbeit des Rheinischen Sparkassen- und Giroverbands (RSGV) in Düsseldorf. 1986 gründete er mit Initiative des Fernsehmoderators Hans Rosenthal eine Künstler- und Medienagentur, mit der er unter anderem Birgit Schrowange vertrat.
1964 heiratete er Gisèle Spatz, mit der er zwei Töchter hatte. Seine Tante war die Holocaust-Überlebende Marga Spiegel.
Paul Spiegel starb in den Morgenstunden des 30. April 2006 in Düsseldorf, nachdem er bereits am 3. Februar des Jahres einen Herzinfarkt erlitten und sich zudem eine Lungenentzündung zugezogen hatte. Er fand auf dem Düsseldorfer Nordfriedhof seine letzte Ruhestätte. Im Jahr 2007 wurde der Platz vor der Neuen Synagoge in Düsseldorf nach ihm benannt.

## Öffentliche Ämter
Paul Spiegel war seit 1967 Mitglied des Gemeinderates der Israelitischen Kultusgemeinde Düsseldorf. 1978 wurde er dort Vorstandsmitglied und war von 1984 bis 2002 ihr Vorsitzender. 1989 wurde Spiegel als Mitglied des Direktoriums des Zentralrats der Juden in Deutschland berufen und übernahm in den Jahren 1989 bis 2000 den Vorsitz der Zentralwohlfahrtsstelle der Juden in Deutschland. 1993 wurde Paul Spiegel Mitglied und Vizepräsident der Exekutive des Zentralrats der Juden in Deutschland. 1995 übernahm er den Vorsitz des Landesverbandes der Jüdischen Gemeinden von Nordrhein. Als Nachfolger von Ignatz Bubis wurde er am 9. Januar 2000 Präsident des Zentralrats der Juden in Deutschland.
In seine Amtszeit als Zentralratspräsident fiel im Januar 2003 der Abschluss des ersten Staatsvertrages zwischen Zentralrat und der deutschen Bundesregierung sowie, im Dezember 2002, der erste Besuch eines israelischen Staatspräsidenten bei einer Synagogen-Eröffnung (der Bergischen Synagoge) auf deutschem Boden.
Seit 1991 war Paul Spiegel Mitglied des WDR-Rundfunkrats.
1999 wurde Paul Spiegel auf Vorschlag der SPD in die Bundesversammlung entsandt. Auch bei der Bundespräsidentenwahl 2004 war er Mitglied in diesem Gremium, diesmal jedoch auf Vorschlag der CDU.
Im August 2000 hat er gemeinsam mit Uwe-Karsten Heye und Michel Friedman den Verein „Gesicht Zeigen! Für ein weltoffenes Deutschland e. V.“ gegründet, der sich bundesweit für ein weltoffenes und tolerantes Deutschland einsetzt.

## Schriften
- Shavua Tov! Eine gute Woche! Jüdische Türme aus Schwäbisch Gmünd. Einhorn-Verlag – Dietenberger, Schwäbisch Gmünd 2001, ISBN 3-9807297-3-7.
- Wieder zu Hause? Ullstein, München 2003, ISBN 3-548-36395-4.
- Was ist koscher? Jüdischer Glaube – jüdisches Leben. Ullstein, München 2003, ISBN 3-548-36713-5.
- mit Michael Schäbitz, Curth Flatow: Hans Rosenthal. Deutschlands unvergessener Quizmaster; bewusster, stolzer Jude. Stiftung Neue Synagoge Berlin – Centrum Judaicum, Hentrich & Hentrich, Teetz 2004, ISBN 3-933471-73-7 (= Jüdische Miniaturen. Band 19).
- Gespräch über Deutschland. Ein Interview mit Wilfried Köpke. Herder, Freiburg im Breisgau 2006, ISBN 3-451-29292-0.
- Jetzt mal Tacheles: die jüdischen Lieblingswitze von Paul Spiegel. Herausgegeben von Dina und Leonie Spiegel, Artemis & Winkler, Düsseldorf 2009, ISBN 978-3-538-04006-9.

## Zitate
- „Hinter dem Ruf nach Frieden verschanzen sich die Mörder.“
- „Man kann nicht a priori Nein zum Krieg sagen. Die Konzentrationslager wurden auch nicht von Friedensdemonstrationen befreit, sondern von der Roten Armee.“

## Ehrungen
- 1993: Verdienstorden des Landes Nordrhein-Westfalen
- 1997: Bundesverdienstkreuz 1. Klasse
- 2000: Offizier der französischen Ehrenlegion
- 2001: Heinrich-Albertz-Friedenspreis der Arbeiterwohlfahrt[8]
- 2001: Internationaler Quirinus-Preis (Neuss)
- 2001: Ehrenbürger seiner Geburtsstadt Warendorf
- 2001: Preis für Zivilcourage des Christopher Street Day Berlin
- 2002: Staatspreis des Landes Nordrhein-Westfalen für „seine Verdienste um die Versöhnung zwischen Juden und Deutschen, für sein herausragendes Wirken für benachteiligte Minderheiten und für ein besseres menschliches Miteinander“.[9]
- 2003: Ehrenvorsitzender der Jüdischen Gemeinde Düsseldorf
- 2004: Ehrendoktorwürde der Heinrich-Heine-Universität Düsseldorf
- 2007: Herbert-Weichmann-Medaille (postum)
- 2009: Erstmalige Vergabe des vom Zentralrat der Juden in Deutschland nach Spiegel benannten Paul-Spiegel-Preises für Zivilcourage.[10]
- In Düsseldorf wurde der Platz vor der Synagoge in Paul-Spiegel-Platz umbenannt. Am 9. November 2023 wurde die zusätzliche Anbringung eines hebräischen Straßenschildes beschlossen.[11]